# Tasha Yar
Tasha Yar – postać fikcyjna ze świata Star Trek. Pełniła funkcje szefa ochrony na pokładzie Enterprise-D w pierwszym sezonie serialu Star Trek: Następne pokolenie. Odtwórczynią tej roli była Denise Crosby. Po tym jak aktorka na własne życzenie opuściła obsadę serialu, jej postać została uśmiercona w 23 odcinku „Skin of Evil”. Obowiązki Tashy Yar na pokładzie Enterprise-D po awansie do stopnia porucznika przejął Klingon Worf grany przez Michaela Dorna.